# Costa Mesa
Costa Mesa ist eine Stadt im Orange County im US-Bundesstaat Kalifornien. Costa Mesa hat 111.918 Einwohner (Stand: 2020). Ein starkes Wachstum der Bevölkerung setzte vor allem nach Ende des Zweiten Weltkrieges ein. Die Bevölkerung verfünffachte sich innerhalb von 30 Jahren.

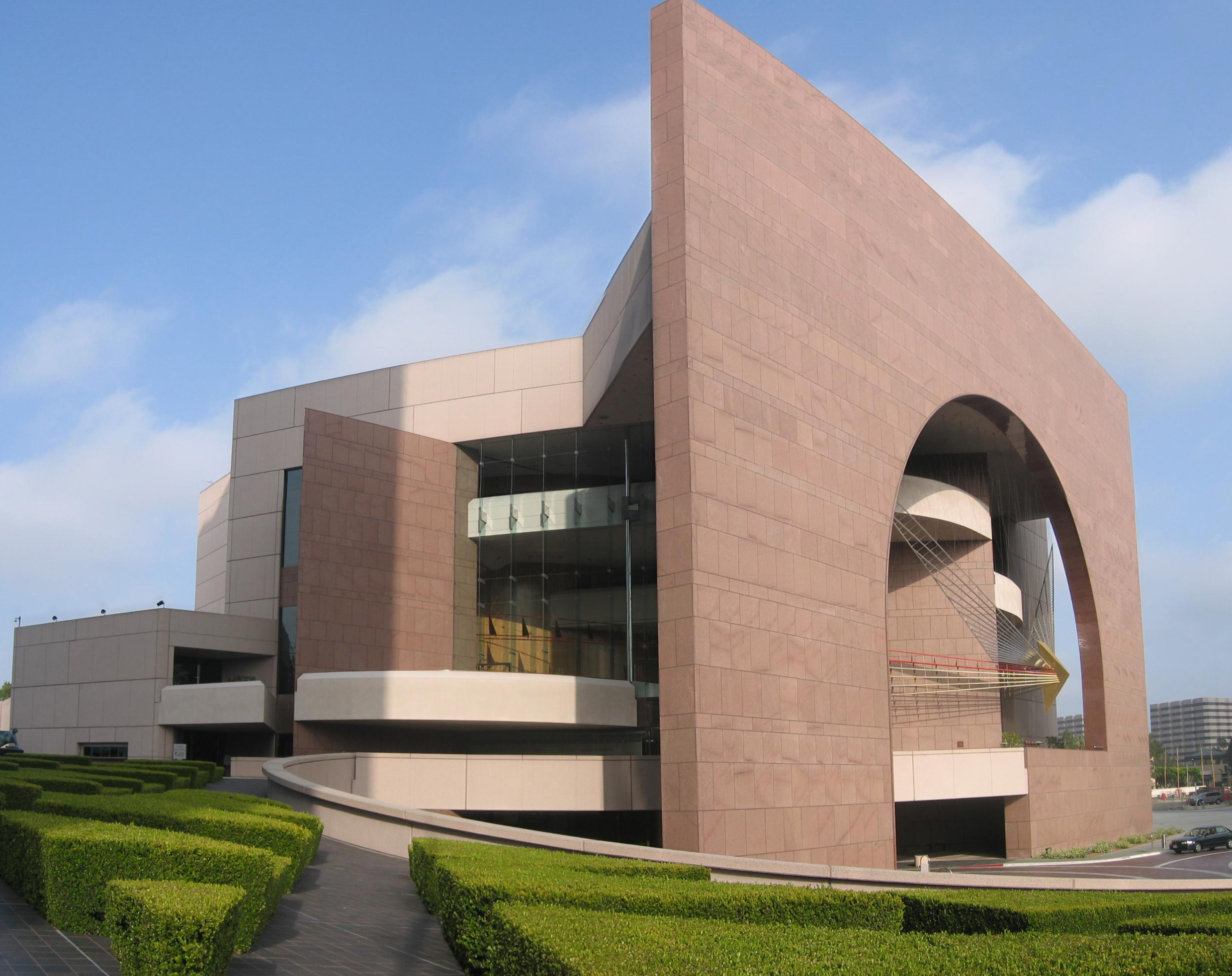
Außenansicht des OCPAC

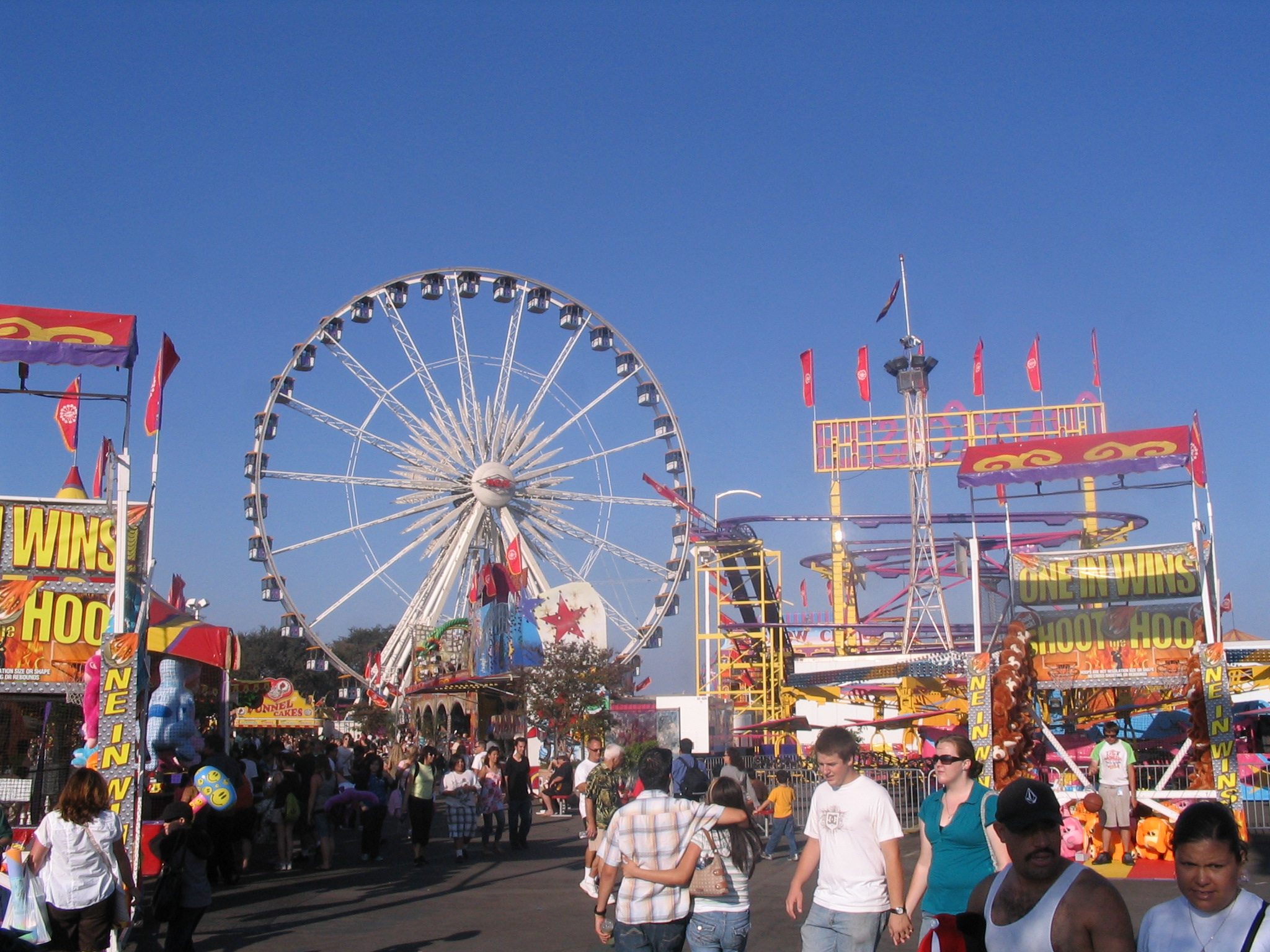
Auf der Orange-County-Fair

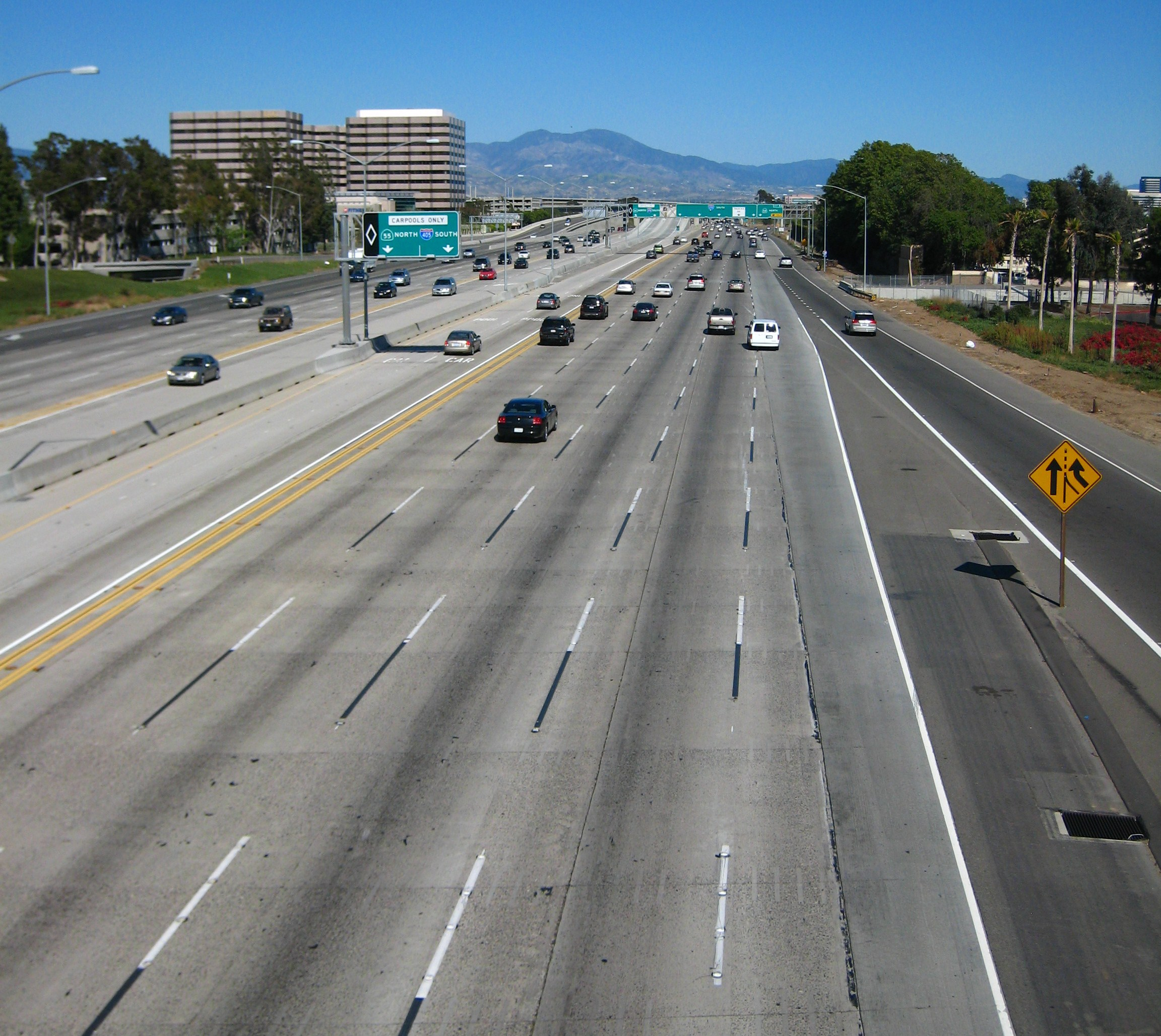
Die I-405 bei Costa Mesa

Costa Mesa verfügt über 26 Parkanlagen, einen öffentlichen Golfplatz, 26 Schulen und 2 Bibliotheken, ein College und zwei Universitäten (National University (California), Vanguard University of Southern California).
Die Stadt ist bekannt für ihre kulturelle Vielfalt mit einer jährlich im Sommer stattfindenden Messe (Orange County Fair). Teil des Messegeländes (Orange County Fair & Exposition Center) ist das Pacific Amphitheater, eine für Veranstaltungen der verschiedensten Art genutzte Einrichtung.
Seit 2013 wird auch das jährliche "Scarecrow and Pumpkin Festival", frei übersetzt "Vogelscheuchen und Kürbiskopf-Festival", nach 70-jähriger Pause wieder durchgeführt.

## Geographische Lage
Costa Mesa liegt 64 km südlich von Los Angeles,140 km nordwestlich von San Diego und 425 km südwestlich von San Francisco. Das Stadtgebiet hat eine Größe von 40,6 km². Costa Mesa ist eine principal city der Los Angeles–Long Beach–Anaheim, CA Metropolitan Statistical Area, die Teil der Greater Los Angeles Area ist. 

## Wirtschaft und Infrastruktur
Costa Mesa ist Heimat des Orange County Performing Arts Center (OCPAC), einem großen Konzerthaus. Auf dem Stadtgebiet befindet sich zudem mit dem South Coast Plaza das momentan zweitgrößte Einkaufszentrum der Vereinigten Staaten.

### Verkehr
Verschiedene Buslinien der Orange County Transportation Authority (OCTA) legen in Cosa Mesa einen Stop ein.
Die Autobahnen State Route 73 und State Route 55 (auch bekannt als Costa Mesa Freeway) beginnen hier. Über die Route 55 lässt sich die angrenzende Küstenstadt Newport Beach am Pazifischen Ozean schnell erreichen. Die Interstate 405, der San Diego Freeway, durchkreuzt Cosa Mesa.

## Persönlichkeiten
- James Gammon (1940–2010), Schauspieler
- Michael Barrowman (* 1968), Schwimmer
- Matthew Fuerbringer (* 1974), Beachvolleyballspieler
- Jacob Gibb (* 1976), Beachvolleyballspieler
- Zach Wells (* 1981), Fußballspieler
- April Ross (* 1982), Beachvolleyballspielerin
- Sara Hughes (* 1995), Beachvolleyballspielerin
- Richson Simeon (* 1997), Leichtathlet

## Städtepartnerschaft
Costa Mesa hat eine Schwesterstadt, zu der es eine Partnerschaft unterhält.
- Wyndham, Australien[5]